# Spilomyia pleuralis
Spilomyia pleuralis är en tvåvingeart som beskrevs av Samuel Wendell Williston  1887. Spilomyia pleuralis ingår i släktet trädblomflugor, och familjen blomflugor. Inga underarter finns listade i Catalogue of Life.